# Вакуловский, Константин Константинович
Константи́н Константи́нович Вакуло́вский (15 [27] октября 1893 — 1918) — российский военный лётчик, ас истребительной авиации Первой мировой войны, кавалер ордена Святого Георгия 4-й степени.
С сентября 1916-го по сентябрь 1917 года Константин Вакуловский сбил шесть вражеских самолётов.

## Биография
Константин Константинович Вакуловский родился 15 (27) октября 1893 года в городе Темир-Хан-Шура (по другим данным в Владикавказе). Есть версия, что его семья принадлежала к дворянскому роду.
Окончил Владикавказский кадетский корпус (1911) и Николаевское инженерное училище (1914), откуда был выпущен подпоручиком в Наревскую речную минную роту, входившую в гарнизон Новогеоргиевской крепости.
С началом Первой мировой войны, 13 августа 1914 года был прикомандирован к Новогеоргиевскому крепостному авиационному отряду для освоения специальности лётчика-наблюдателя и пилота. В апреле 1915 года Вакуловский был зачислен в состав авиаотряда, а 13 июня был утверждён в звании военного лётчика Русской императорской армии.
28 июля 1915 года противник обложил крепость, захватив все её западные форты (Зегжэ, Дембэ, Сероцк, Беньяминув), затем начал бомбить с аэропланов и обстреливать из тяжёлых орудий, после чего взял штурмом внутренние форты. Утром 6 (19) августа, воспользовавшись туманом, подпоручик Вакуловский вместе с летчиком-наблюдателем Б. С. Мрачковским вывез из осажденной крепости штандарты. Уже на следующий день крепость была захвачена немцами. Удостоен ордена Св. Георгия 4-й степени
За то, что 6 августа 1915 года, когда дальнейшее оставление аппаратов в осажденном Новогеоргиевске стало опасным и было получено предписание о вылете, подпоручик Вакуловский, вместе с офицером-наблюдателем предложили начальнику штабу крепости отвезти крепостные штандарты, а также Георгиевские кресты и, после данного ими клятвенного обещания принять все меры к уничтожению вместе с собою штандартов в случае неудачи полета, получили разрешение. Несмотря на исключительно трудную для полета погоду, ожесточенный огонь противника по вылетавшим аэропланам и дальнейший опасный путь, когда из-за сильного тумана приходилось временами лететь всего на высоте 15—20 метров, подвергаясь ружейному огню противника, летчик после пятичасового перелета, достиг расположения наших войск, сдав крепостные святыни в штаб армий фронта.
После этого эпизода пользовался покровительством великого князя Александра Михайловича. С 16 октября 1915 года продолжил службу в переформированном из Новогеоргиевского крепостного 33-м корпусном авиационном отряде.
В апреле 1916 года за разведку важных районов расположения вражеских позиций под неприятельским огнём винтовок и артиллерийских орудий Вакуловский был награждён Георгиевским оружием. 21 апреля на правах заслуженного лётчика Константин получил опытную модель истребителя Сикорского «С-16» с французским двигателем Рон и с синхронным пулемётом «Виккерс». Через несколько вылетов «С-16» Вакуловского был обстрелян русской артиллерией (зенитчики приняли его за «Фоккер») и упал на болото. Машина со сломанными стойками и винтом была отправлена на ремонт, а Константин пересел на трофейный «Альбатрос Б.1».  22 июля Вакуловский был назначен командиром 1-го авиационного отрядом истребителей, формирование которого он должен был завершить в Витебске.
Осенью 1916 года интенсивность воздушных боёв была достаточно высокой, Константин ежедневно выполнял по несколько боевых вылетов. 2 октября Вакуловский был ранен шрапнелью во время разведывательного полёта над Поставом и направлен в госпиталь. 28 октября, через три дня после возвращения с лечения, Константин одержал свою первую официально зарегистрированную победу. 17 ноября 1916 года Вакуловский был произведён в поручики, со старшинством с 6 августа 1916 года.
До весны 1917 года из-за погодных условий авиация Северного фронта практически бездействовала. 14 апреля Вакуловский одержал свою вторую победу — над новым германским самолётом-разведчиком «LVG C.II». За атаку вражеского аэродрома 25 мая 1917 года Константин был награждён орденом Святой Анны 2-й степени с мечами.
14 июля 1917 года при очередном фотографировании неприятельского тыла Вакуловский был подбит вражескими зенитчиками. Подобравшие его солдаты посчитали, что лётчик не выживет, но Константин уже через месяц вернулся в строй и был награждён орденом Святого Владимира 4-й степени с мечами и бантом. 27 июля Вакуловский был произведён в штабс-капитаны, со старшинством с 1 апреля 1917 года. 3 сентября 1917 года Константин одержал свою третью официальную победу, подбив вражеский самолёт к югу от Риги, а 14 сентября в течение нескольких часов выдержал 16 схваток и сбил ещё двух противников.
Октябрьская революция застала К. К. Вакуловского в Петрограде. Известно, что он был в числе командиров, оставшихся верными Временному правительству. После бегства Керенского К. К. Вакуловский был снят с должности командира 12-го истребительного отряда и арестован, но расстрела избежал. Обстоятельства его биографии в последний год жизни неизвестны. Он погиб в 1918 году в авиакатастрофе.

## Военные чины
- Подпоручик (12.07.1914).
- Поручик (17.11.1916).
- Штабс-капитан (27.07.1917).

О присвоении К. К. Вакуловского чина полковника данных нет, хотя в литературе он упоминается как имевший этот чин в конце 1917 года.

## Награды
- Орден Святой Анны 3-й степени с мечами и бантом
- Орден Святого Владимира 4-й степени с мечами и бантом (26.02.1915)
- Орден Святого Георгия 4-й степени (31.03.1916)
- Орден Святого Станислава 3-й степени с мечами и бантом (12.04.1916)
- Орден Святого Станислава 2-й степени с мечами (14.05.1916)
- Орден Святой Анны 4-й степени с надписью «За храбрость» (4.07.1916)
- Орден Святой Анны 2-й степени с мечами (14.01.1917)
- Георгиевское оружие (23.01.1917)
- французский Военный крест 1914—1918 с пальмами